# Szosznovoborszki járás
A Szosznovoborszki járás (oroszul Сосновоборский район) Oroszország egyik járása a Penzai területen. Székhelye Szosznovoborszk.

## Népesség
- 1989-ben 23 930 lakosa volt.
- 2002-ben 20 510 lakosa volt, melynek 42,5%-a orosz, 28,5%-a mordvin, 28%-a tatár.
- 2010-ben 17 242 lakosa volt, melynek 42,2%-a orosz, 31,4%-a tatár, 25,3%-a mordvin.